# Microcharon marinus
Microcharon marinus är en kräftdjursart som beskrevs av Claude Chappuis och G. Delamare 1954. Microcharon marinus ingår i släktet Microcharon och familjen Microparasellidae.
Artens utbredningsområde är havet utanför Grekland. Inga underarter finns listade i Catalogue of Life.